# Лёзер, Ганс фон
Граф (с 1745) Ганс фон Лёзер (Лезер; нем. Hans Löser; 1704, Дрезден — 1763) — саксонский придворный и государственный деятель, обер-гофмаршал, андреевский кавалер (1755).

## Биография
Родился в 1704 году в Дрездене в старинной дворянской семье фон Лёзеров (нем.), члены которой являлись наследственными обер-гофмаршалами саксонского двора. Сын Генриха фон Лёзера.
Помимо должности обер-гофмаршала, являлся также кабинет-министром и действительным тайным советником. В 1745 года был возведён курфюрстом Саксонии в графское достоинство. Высшим русским орденом Андрея Первозванного был награждён в елизаветинское царствование, в эпоху союза и политического сближения Саксонии и России.
Скончался Ганс фон Лёзер в 1763 году в окрестностях саксонского Бад-Шмидеберга. Его должность обер-гофмаршала саксонского двора унаследовал сын, Кристиан Фридрих фон Лёзер (1738—1783).